# Mohan Singh Deb
Mohan Singh (3 janvier 1909 - 26 décembre 1989) est un officier militaire indien et membre du Mouvement pour l'indépendance de l'Inde. Il est surtout connu pour avoir organisé et dirigé l'armée nationale indienne en Asie du Sud-Est pendant la Seconde Guerre mondiale. Après l'indépendance de l'Inde, Mohan Singh a ensuite servi dans la vie publique en tant que membre du Parlement à la Rajya Sabha (Chambre haute) du Parlement indien. Il était membre de l'Armée nationale indienne.